# دانشگاه فیرفیلد
دانشگاه فیرفیلد (به انگلیسی: Fairfield University) یک دانشگاه در ایالات متحده آمریکا است که در کنتیکت واقع شده‌است.

## نگارخانه

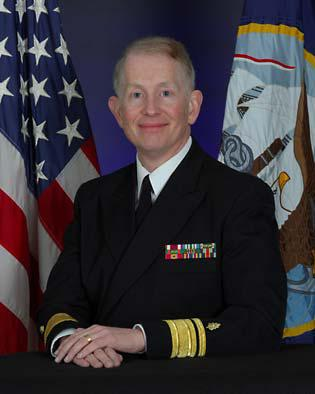